# Комета Чурюмова — Герасименко
Коме́та Чурю́мова — Герасиме́нко (постійне позначення — 67P) — короткоперіодична комета з періодом обертання 6,6 року. Перша комета, яку супроводжував космічний апарат (із серпня 2014 року, «Розетта») і перша, на яку здійснив посадку спусковий апарат (12 листопада 2014 року, «Філи»). У результаті космічних досліджень, зокрема, виявлено неправильну форму ядра комети, відзнято деталі поверхні, а також уперше для комет знайдено молекулярний азот і деякі органічні сполуки, зокрема гліцин.
У 2021 році комета має наблизитися до Землі на найменшу відстань — 0,418 а. о., очікується, що в листопаді — грудні 2021 року комета досягне максимальної величини 8m й спостерігатиметься вранці у листопаді, вранці й серед ночі в грудні у північній півкулі.

## Загальний опис
Ядро комети має розмір 3 × 5 км і обертається навколо осі за 12,40 год (до проходження перигелію 2009 року було 12,76 год). Оскільки орбіти таких, як ця, комет контролюються силою тяжіння Юпітера, їх ще називають «кометами родини Юпітера». Ці комети, як вважають, походять із поясу Койпера. Як і в інших комет, ядро майже таке ж чорне, як вугілля: його поверхня відбиває лише 6 % світла. Разом із деякими спектральними даними це вказує на значний вміст у поверхневому шарі високомолекулярних органічних сполук. Як і в більшості комет, активність нерівномірно розподілена поверхнею ядра, і під час спостережень 67P протягом 2009 року були визначені принаймні три виразні активні області. Навіть на піку активності приблизно через місяць після перигелію комета була не надто яскрава, з типовою візуальною величиною приблизно 12, що означає, що побачити комету з Землі можна лише в телескоп. Комета 67P класифікується як запилена, з відношенням вивільненого пилу до газу приблизно 2:1 за об'ємом і 4:1 за масою. Пік викиду пилу в березні 2002 оцінювався приблизно в 60 кг на секунду, хоча в 1982/83 роках пилопродуктивність оцінена у 220 кг/с. Маса ядра комети — 1,0 ± 0,1×1013 кг, об'єм — 25 км3, густина — 0,4 г/см3 (за іншими даними — 533 ± 6 кг/м3). Прискорення сили тяжіння на поверхні комети Чурюмова — Герасименко оцінено в 10−3 м/с2, або приблизно 1/10 000 земного. Магнітне поле в комети відсутнє.

## Відкриття
Комету було відкрито 23 жовтня 1969 року Климом Чурюмовим у Києві в результаті вивчення фотопластинок комети 32P/Комас Сола, знятих Світланою Герасименко в Алма-Атинській обсерваторії у вересні того ж року. Перший знімок, на якому видно комету, датований 20 вересня 1969 року. Біля краю фотознімка було виявлено ще одну комету, проте спочатку вона розглядалась як фрагмент комети Комас Сола. Після вивчення наступних фотознімків було з'ясовано, що цей об'єкт рухався іншою траєкторією й, отже, є самостійною кометою.

## Дослідження комети: місія «Розетта»

Пил та космічні промені на поверхні комети, 2016

2 березня 2004 року Європейським космічним агентством був запущений космічний апарат «Розетта» (англ. Rosetta) для дослідження комети Чурюмова — Герасименко.
6 серпня 2014 року зонд «Розетта» вийшов на орбіту комети Чурюмова — Герасименко. «Розетта» стала першим космічним апаратом, який зумів вийти на орбіту комети — раніше зонди отримували дані про комети, наближаючись до них лише на короткий час і на великій швидкості. Для виходу на орбіту комети двигуни зонда коректували його траєкторію руху протягом шести з половиною хвилин. Через 22 хвилини після завершення маневру інженери ЄКА отримали відомості про те, що «Розетті» вдалося успішно зблизитися з кометою.
14 липня 2014 року інструмент OSIRIS на апараті «Розетта» сфотографував комету з відстані 12 тис. км. Виявилось, що ядро комети складається з двох розділених перешийком частин, які, як сказав менеджер проекту OSIRIS Карстен Гютлер, «дещо нагадують гумову качечку з тілом і головою».
Дослідження поверхні ядра комети здійснені впродовж серпня 2014 року за допомогою ультрафіолетового спектрографа НАСА «Еліс» на борту «Розетти». Вони виявили, що ядро є незвично темним на ультрафіолетових довжинах хвиль і що на ньому — принаймні до вересня — не видно великих оголень льоду. Також у кометній атмосфері вже були виявлені як водень, так і кисень.
12 листопада 2014 року зонд спрямував на поверхню ядра комети спускний апарат «Філи» для вивчення хімічного складу небесного тіла. Приземлення на поверхню комети відбулося о 17:34 за київським часом, але через велику відстань між Землею та кометою сигнал про приземлення надійшов лише о 18:03, через 29 хвилин. Закріпитися на поверхні з першого разу не вдалося, і лише після двох відскоків «Філи» зупинився остаточно. Це сталося в невідомому місці, надто затіненому для отримання достатньої кількості сонячної енергії. Але завдяки зарядженим акумуляторам апарат пропрацював ще 55 годин.
Упродовж 12—15 листопада апарат «Філи» виконав усі заплановані дослідні роботи з використанням усіх наявних на борту інструментів. Так, за допомогою бура було отримано і проаналізовано зразок ґрунту. Також отримано дані про температуру і внутрішню структуру комети. Крім того, вдалося зробити знімки місцевості. Усі отримані дані було передано на Землю. Однак після вичерпання запасів енергії апарат перейшов у режим сну, а зв'язок із ним припинився.
Аналіз водяної пари, яку викидає комета, показав, що ізотопний склад цієї пари сильно відрізняється від складу земної води: у ній значно більше атомів дейтерію. На Землі в кожних 10 тисячах молекул води можна знайти три атоми дейтерію. На кометі Чурюмова — Герасименко «важкої води» в понад три рази більше.
Міжнародна команда вчених виявила, що атмосфера комети, або кома, значно менш однорідна, ніж очікувалося. Виділення речовини з ядра комети істотно змінюється з часом. Ще більш дивно те, що склад коми також істотно змінюється. Хоча, як відомо, комети складаються в основному з водяного льоду й сигнал H2O, загалом, є найсильнішим, але кома, принаймні цієї комети іноді, над слабо освітленою поверхнею, містить значно більше монооксиду вуглецю CO й діоксиду вуглецю CO2. Можливо, це є наслідком неоднорідності ядра комети й того, що при його обертанні під промені Сонця потрапляють різні його частини. Ця неоднорідність разом зі своєрідною формою ядра може свідчити про його формування з окремих малих тіл, утворених у дуже різних регіонах Сонячної системи.
За наземними спостереженнями в комі комети не видно швидких змін, але з дистанції 200 кілометрів їх вдалося виявити. Ще більш дивно, що зміни відбуваються і в складі коми. Є досить чітке розходження між складом «літньої» й «зимової» атмосфер: у першій переважає вода, в останній — діоксид вуглецю. Оскільки ядро комети дуже мале (4 км), літня зона перебуває на відстані лише близько кілометра від зимової. Також вдалося на місці подій спостерігати, як гази, що виходять із комети, стають електрично зарядженими в сонячному промінні, а потім здуваються сонячним вітром.
Було підраховано, що комета Чурюмова — Герасименко в серпні 2014 року виділяла у вигляді пари 1,2 літра води щосекунди, а в період з червня по серпень виділення води зросло приблизно в десять разів. Також комета вивергає більше газу з певних місцях і в певний час її дня. Значна частина дегазації відбувалася із червня по вересень 2014 в області «шиї» в другій половині дня.
Через мізерну силу тяжіння викинуті кометою газ і пил вільно розлітаються в просторі. Але масивніші частинки здатні кинути виклик тиску сонячного випромінювання й можуть вийти на орбіту навколо ядра комети. Камера «Осіріс» відзняла багато таких частинок; їхній розмір лежить у межах від 4 см до 2 м (оцінки, зроблені за яскравістю).
На підставі останніх досліджень комет команда вчених очікувала побачити ознаки кількох складних молекул, таких як спирти, карбонові кислоти й азотовмісні аміни. Проте дані з VIRTIS (Visible and Infrared Thermal Imaging Spectrometer, спектрометр у видимій та інфрачервоній тепловій області) вказують, що на поверхні комети переважають простіші вуглеводні.
За допомогою RPC-ICA (інструменту на борту космічного корабля «Розетта») вдалося на ранніх стадіях спостерігати процес утворення магнітосфери навколо комети 67P Чурюмова — Герасименко, коли вона наближалася до Сонця й починала взаємодіяти із сонячним вітром. Поступово комета стає теплішою, леткі речовини (в основному вода) випаровуються з поверхні й утворюють атмосферу навколо комети. Ультрафіолетове випромінювання Сонця й зіткнення із сонячним вітром іонізують деяку частину атмосфери комети. Новостворені іони відчувають вплив електричних і магнітних полів сонячного вітру й можуть бути розігнані до високих швидкостей. Коли комета досить близько до Сонця, її атмосфера стає настільки щільною й іонізованою, що вона набуває електропровідності. При цьому атмосфера починає чинити опір сонячному вітру й народжується магнітосфера комети — ділянка навколо комети, яка захищена від сонячного вітру.
Зонд «Розетта» вперше в історії досліджень комет напряму виявив у них газоподібний азот. Це зроблено за допомогою мас-спектрометра ROSINA. Молекулярний азот, N2, є основним складником атмосфери Землі, а також наявний в атмосфері й на поверхні Плутона й Нептунового супутника Тритона. Вважається, що N2 був панівною формою азоту в первинній туманності, з якої утворилася наша сонячна система. Комета Чурюмова — Герасименко та подібні їй, імовірно, були сформовані в тому ж регіоні, що Тритон і Плутон.
За допомогою інструментів COSAC (Cometary Sampling and Composition) на поверхні комети було виявлено шістнадцять органічних сполук, з яких чотири — були помічені на кометах уперше. Це ацетамід — CH3CONH2, ацетон — (CH3)2CO, метилізоцианат — CH3NCO і пропіональдегід — CH3CH2CHO.
Інструмент MUPUS (Multipurpose Sensors for Surface and Sub-Surface Science) показав, що денна температура на поверхні ядра варіює від 90 до 130 K. Повністю заглибитися в поверхню температурний зонд не зміг. Це означає, що локальний опір ґрунту до проникнення >4 МПа, що еквівалентно >2 МПа одноосьової міцності на стиск. Такі властивості може мати спечений мікропористий пило-льодовий шар із пористістю від 30 до 65 %. Відповідно до моделі теплової еволюції комети, спікання може призвести до утворення міцного приповерхневого шару, але це вимагає, щоб зерна були не більші, ніж десятки мікрометрів. Таким чином висока міцність вказує на те, що речовина, принаймні локально, дрібнозерниста.
Мас-спектрометр ROSINA виявив у комі 67P/Чурюмова — Герасименко аргон. Відношення кількості аргону до води там змінюється в межах (0,1–2,3)×10−5, що на кілька порядків більше, ніж на Землі (якщо брати разом атмосферу й гідросферу).
У жовтні 2015 року за допомогою спектрометра ROSINA-DFMS на борту Rosetta в комі комети Чурюмова — Герасименко було виявлено молекулярний кисень. Його кількість варіює в межах 1–10 % кількості води й у середньому складає 3,80 ± 0,85 %. Відношення О2 / H2O в комі є ізотропним; систематичних його змін із відстанню до Сонця не виявлено. Це свідчить про те, що цей О2 лишився в ядрі з часів формування комети, що є несподіваним. Сучасні моделі формування Сонячної системи несумісні з таким його вмістом; вони прогнозують значно менший. Тому постає необхідність переглянути ці моделі. Зрештою 2017 року було описано механізм утворення молекулярного кисню на кометі (механізм Eley–Rideal) внаслідок енергійних зіткнень H2O з окисненою поверхнею.
Гравіметрія, виконана орбітальною станцією Rosetta, показала, що тіло комети Чурюмова — Герасименко складається на 75 відсотків із пилу й на 25 відсотків — із льоду. Щільність постійна у всьому ядрі, це свідчить про відсутність великих порожнеч. Встановлено також, що 67P є вельми пористим тілом, у якому масова частка пилу переважає частку льоду приблизно вчетверо, а об'ємна — удвічі.
Лід, похований всередині комети 67P/Чурюмова — Герасименко, перебуває здебільшого у кристалічній формі. Це означає, що комета утворилася в протосонячній туманності, отже, того ж віку, що й Сонячна система. Ці результати були отримані шляхом аналізу даних із приладів Rosina, розміщених на борту космічного апарата Rosetta. Завдяки мас-спектрометру Rosina в жовтні 2014 року вперше виміряли кількість молекулярного азоту (N2), окису вуглецю (СО) й аргону (Ar) у кометному льоді. Дані порівнювали з лабораторними експериментами з аморфним і кристалічним льодами. Кількість аргону, виявлена в кометі, виявилась у сто разів меншою, ніж кількість, яка може бути захоплена в аморфному льоді, що доводить, що лід комети має кристалічну структуру. Комети, сформовані з кристалічного льоду, мали сформуватися одночасно з Сонячною системою, а не раніше в міжзоряному середовищі. Кристалічна структура комет також показує, що протосонячна туманність була гарячою й досить щільною, щоби сублімувати аморфний лід, який прийшов із міжзоряного середовища. Газові гідрати в 67P мають бути сформовані між −228 °С і −223 °С.
Наявність гліцину, фосфору й багатьох органічних молекул, зокрема сірководню (H2S) і ціанистий водень (HCN), які спостерігалися в комі 67P/Чурюмова — Герасименко підтримує ідею про те, що комети були постачальниками ключових молекул для пребіотичної хімії у всій Сонячній системі й, зокрема, до ранньої Землі.
На основі комп'ютерного моделювання, показано, що хоча Комета містить матеріал із часів формування Сонячної системи 4,5 мільярда років тому, свою форму вона отримала в результаті м'якого зіткнення, яке, ймовірно, відбулося протягом останнього мільярда років.
У 2016 р. повідомлено, що місія «Розетта» ще у 2015 р. виявила на кометі твердий вуглекислий газ.
Приблизно два роки космічний апарат «Розетта» перебував на орбіті комети, і більшість часу на відстані, що дозволила вивчати характеристики поверхні в субметрових масштабах. З грудня 2014 року по червень 2016 року, спостерігалися численні локальні зміни, кометне вивітрювання, ерозії й два обвали ділянок речовини завдовжки десятки метрів. Автори відзначають, що більшість змін — зокрема, ерозія й пересування валунів — відбулися поблизу перигелію й спричинені нагріванням. Деякі зміни, такі як утворення тріщин на «шиї», пов'язані зі швидкістю обертання комети.
Проведено ізотопний аналіз ксенону в комі комети Чурюмова-Герасименко за допомогою «ROSINA» (англ. Rosetta Orbiter Spectrometer for Ion and Neutral Analysis), розміщеного на борту «Rosetta». Моделі походження ксенону в атмосфері Землі вимагають додаткового, невідомого джерела, яке було загадкою протягом кількох десятиліть. Виміряні ізотопні співвідношення ксенону, викинутого з комети Чурюмова-Герасименко, збігаються з показниками для невідомого раніше джерела. Комети внесли на Землю близько чверті ксенону, що обмежує кількість інших речовин (таких як вода), доставлених на нашу планету кометами.

## Галерея

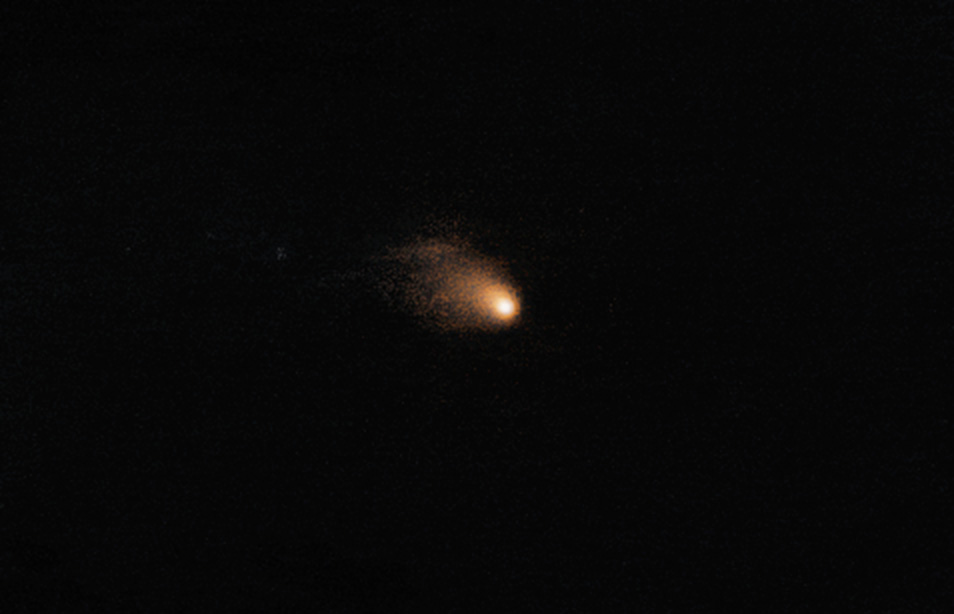
Зображення комети Чурюмова — Герасименко в Дуже великий телескоп, 11.08.2014.
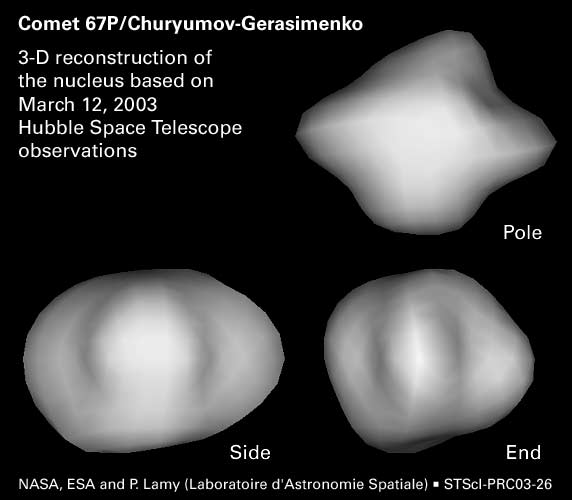
3D-реконструкція комети 67P/Чурюмова — Герасименко зі спостережень телескопа «Габбл»
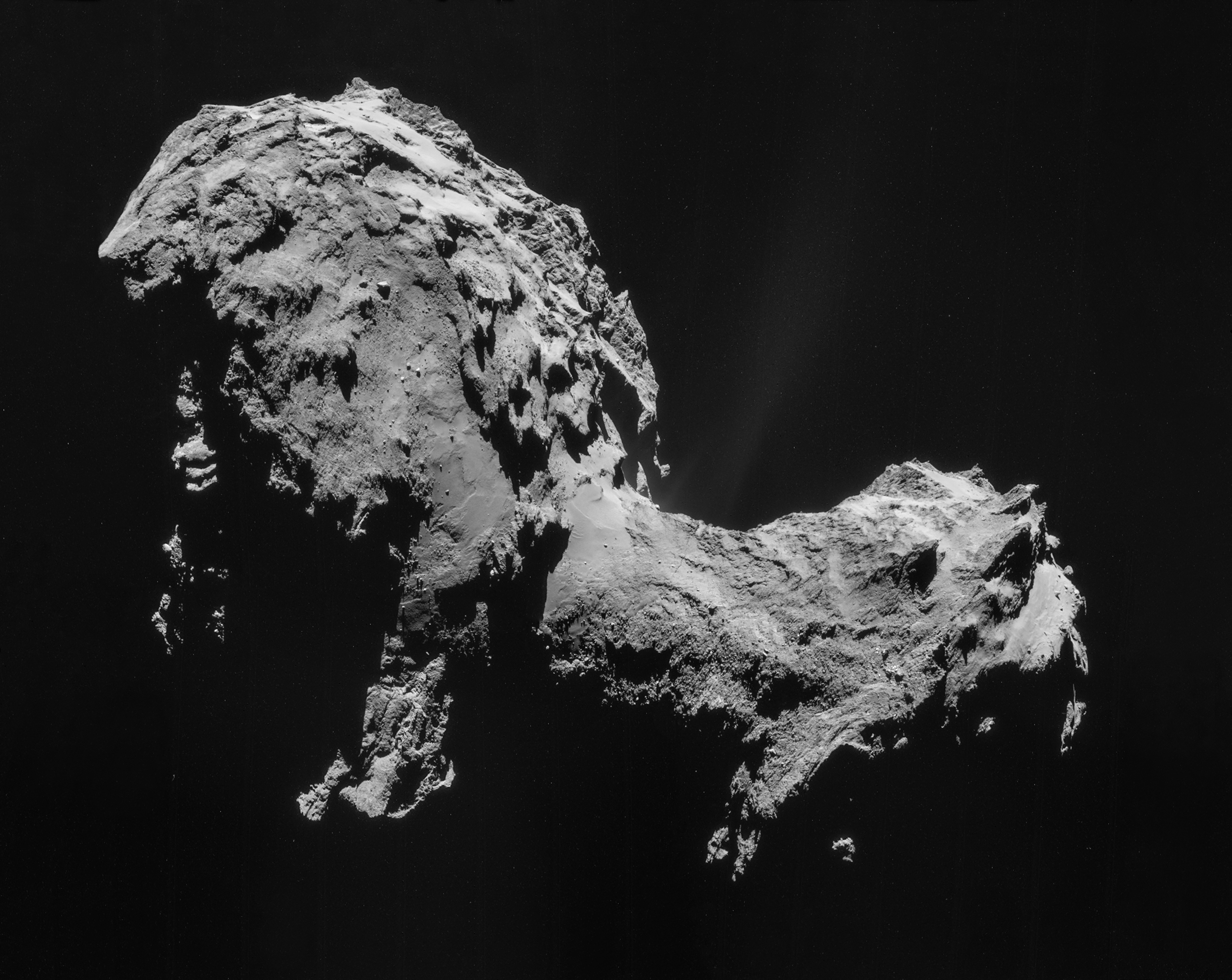
Вид на комету з борту Rosetta 19.09.2014
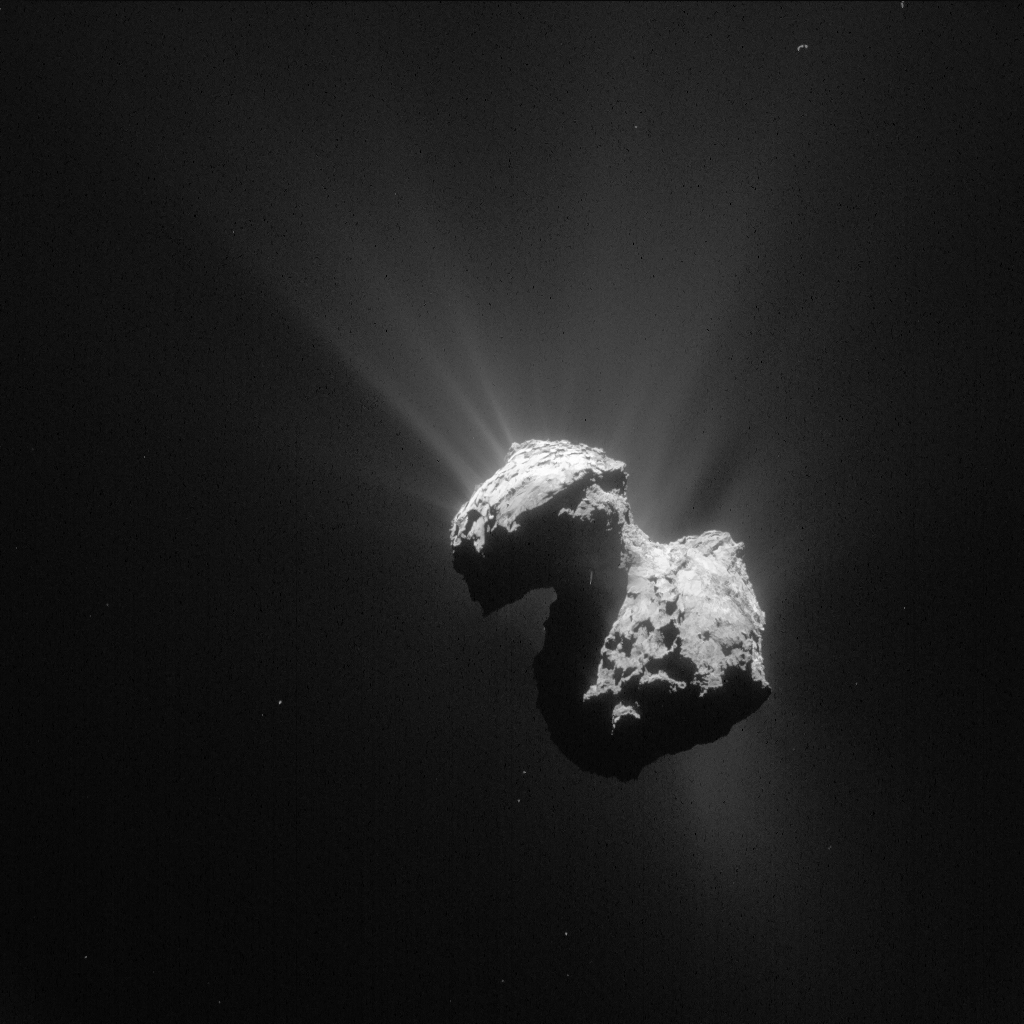
Вид на комету з борту «Розетти» 07.07.2015
Анімація з 86 зображень, отриманих з камери апарата «Розетта» з 1 (з відстані 832 км) по 6 (11  км) серпня 2014 р.